# Supercopa da Alemanha de 2015
A Supercopa da Alemanha de 2015 foi a 22ª edição da competição. Foi disputada em partida única entre o campeão alemão (Bayern de Munique) e o da Copa da Alemanha (VfL Wolfsburg), cuja final ocorreu no dia 1 de Agosto de 2015, no Volkswagen Arena, em Wolfsburg. O campeão foi o Wolfsburg, que venceu nos pênaltis por 5-4, após empate em 1 a 1 no tempo normal.

## Final
Partida
| 1 de agosto de 2015 | Wolfsburg    | 1 – 1     | FC Bayern München | Volkswagen Arena, Wolfsburg            |
| 20:30 (Hora Local)  | Bendtner 89' | Relatório | Robben 49'        | Renda: 30.000 Árbitro: GER Marco Fritz |

|                                             |     | Penalidades                    |  |
| Rodríguez De Bruyne Schürrle Kruse Bendtner | 5–4 | Vidal Alonso Robben Lahm Costa |  |

| VfL Wolfsburg | Bayern Munich |

| GK             | 28 | Koen Casteels     |     |     |
| RB             | 8  | Vieirinha         |     |     |
| CB             | 25 | Naldo             | 71' |     |
| CB             | 5  | Timm Klose        |     |     |
| LB             | 34 | Ricardo Rodríguez |     |     |
| CM             | 23 | Josuha Guilavogui | 35' |     |
| CM             | 27 | Maximilian Arnold |     |     |
| RW             | 7  | Daniel Caligiuri  |     | 63' |
| AM             | 14 | Kevin De Bruyne   |     |     |
| LW             | 9  | Ivan Perišić      | 77' | 70' |
| CF             | 12 | Bas Dost          |     | 70' |
| Substituições: |    |                   |     |     |
| GK             | 20 | Max Grün          |     |     |
| DF             | 4  | Marcel Schäfer    |     |     |
| DF             | 15 | Christian Träsch  |     |     |
| DF             | 31 | Robin Knoche      |     |     |
| MF             | 17 | André Schürrle    |     | 63' |
| FW             | 3  | Nicklas Bendtner  |     | 70' |
| FW             | 11 | Max Kruse         |     | 70' |
| Treinador:     |    |                   |     |     |
| Dieter Hecking |    |                   |     |     |

| GK             | 1  | Manuel Neuer       |     |     |
| CB             | 5  | Medhi Benatia      |     |     |
| CB             | 17 | Jérôme Boateng     |     |     |
| CB             | 27 | David Alaba        |     |     |
| DM             | 21 | Philipp Lahm       |     |     |
| DM             | 14 | Xabi Alonso        |     |     |
| CM             | 6  | Thiago             |     | 74' |
| RW             | 10 | Arjen Robben       |     |     |
| LW             | 11 | Douglas Costa      | 21' |     |
| CF             | 25 | Thomas Müller      |     | 84' |
| CF             | 9  | Robert Lewandowski |     | 72' |
| Substituições: |    |                    |     |     |
| GK             | 26 | Sven Ulreich       |     |     |
| DF             | 13 | Rafinha            |     | 72' |
| DF             | 18 | Juan Bernat        |     |     |
| MF             | 19 | Mario Götze        |     | 84' |
| MF             | 20 | Sebastian Rode     |     |     |
| MF             | 23 | Arturo Vidal       | 82' | 74' |
| MF             | 32 | Joshua Kimmich     |     |     |
| Treinador:     |    |                    |     |     |
| Pep Guardiola  |    |                    |     |     |

## Campeão
| Campeão da Supercopa da Alemanha de 2015 |
| ---------------------------------------- |
| Wolfsburg 1º titulo                      |